# Joseph Alfred Josephus Jitta
Joseph Alfred Josephus (Jo) Jitta (Amsterdam, 26 december 1890 - Sobibor, 9 april 1943) was een Nederlands werktuigbouwkundig ingenieur uit de familie Josephus Jitta.

## Kunstliefhebber
Hij organiseerde veel kuststentoonstsellingen en schonk o.a. het Louvre twee albums van de schilder Simon Vouet.

## Opleiding
Na de middelbare school ging hij voor zijn ingenieursopleiding naar Mittweida in Duitsland, waar hij de graad van werktuigbouwkundig ingenieur kreeg.

## Werkkring
Hij begon bij de Koninklijke Pakketvaart Maatschappij in Nederlandsch-Indië, hij werkte daar aan de radiotelegrafie voor de verbinding met de schepen, en was een tijdje verantwoordelijk voor de personeelszaken. Terug in Nederland ging hij werken voor de Franse verzekeringsmaatschappij "Compagnie d'Assurances Générales sur la Vie". Maar omdat hij meer aandacht wilde besteden aan zijn sociale en artistieke interesses heeft hij in latere jaren daar meer aandacht aan besteed. 

## Maatschappelijk leven
Jo was heel actief in het maatschappelijk leven. Hij werkte onder andere in de kusthandel van Dr. Nicolaas Beets in Amsterdam (de kleinzoon van de schrijver), die gespecialiseerd was in schilderijen uit de 17e-eeuwse Nederlandse School
Hij organiseerde in 1934 het eerste Stadionconcert ten bate van het Concertgebouworkest en het residentieorkest. Als voorzitter van de Nederlandse vereniging van Concertgebouwvrienden heeft hij deze steun voortgezet en kreeg het voor elkaar dat de opbrengst van de Zomerpostzegelactie deels naar dit doel ging.  Verder organiseerde hij kunsttentoonstellingen in het Vondelpark in 1935 en 1936. Voor de stichting "Practisch werken Amsterdam" regelde hij dat werkloze jongeren aan de slag konden bij de aanleg van een rosarium en een rododendrontuin. Bovendien was hij voorzitter van de vereniging van bibliotheken in Amsterdam, penningmeester van het Genootschap Nederland-Engeland, van de avondschool voor volwassenen en van een volkshuisvestingsfonds.

## Privé
In 1919 huwde hij met Rosi Fleck, dochter van Otto Fleck en Eveline Sophie Fürth. Ze kregen twee kinderen, Alfred Otto (1929-1966) en Caroline Rosi (Carla) (1931-2024). Tot 1938 woonde de familie in Amsterdam, zij zijn in 1938 naar Naarden verhuisd. Zij was secretaresse van het bankiershuis Lippmann Rosenthal, en secretaresse van de ELTA, Eerste Luchtvaarttentoonstelling Amsterdam, waarna de KLM in 1919 is opgericht. Zijn zoon Alfred had economie gestudeerd en was als bedrijfsorganisator werkzaam. Hij heeft in belangrijke mate bijgedragen aan de organisatie en opzet van het T.M.C. Asser Instituut, een interuniversitair centrum voor internationaal en Europees recht. Postuum werd aan hem op 28 oktober 1994 de erepenning van het instituut toegekend.

## De oorlogsjaren
Alhoewel de familie van oorsprong Joods was, waren zowel Jo als Rosi lid van de remonstrantse broederschap. In het begin van de oorlog hielp hij velen met een visum voor een Zuid-Amerikaans land. Door de bezetters werden zij echter als joden gezien. In 1942 lieten ze hun kinderen onderduiken. Zelf besloten ze in 1943 een veilig adres te zoeken, maar werden door de man die dat zou regelen verraden en uitgeleverd aan de Sicherheidsdienst. Het echtpaar belandde in de gevangenis aan de Amstelveenseweg en werd via Westerbork op transport gezet naar Sobibor, waar ze op 9 april 1943 werden vermoord. De kinderen werden uiteindelijk ook verraden en gingen in september 1944 via Westerbork naar Theresienstadt, waar ook hun grootmoeder terecht was gekomen. Zij overleefden Westerbork en Theresienstadt dankzij het feit dat zij gedoopt waren. De doopbewijzen waren geantedateerd doordat de datum van 1941 naar 1939 was gezet. Op papier waren ze dus voor de oorlog gedoopt.

## Varia
Hij werd gedecoreerd tot ridder in het Franse Légion d'Honneur na een schenking aan het Louvre van ± 200 tekeningen van Simon Vouet (1590-1649), hofschilder van Lodewijk XIII.
- Biografisch Portaal: 46427611
- Nederlandse Thesaurus van Auteursnamen: 424946475
- Virtual International Authority File: 82158066681708432433
- WorldCat: E39PCjqQ443ywWJ6wMQbJQfpfq